# Visconde de Prime
Visconde de Prime, é um título nobiliárquico criado por D. Luís I de Portugal, por Decreto de 4 de Julho de 1870, em favor de José Porfírio de Campos Rebelo, antes 2.º Barão de Prime e depois 1.º Conde de Prime.
Titulares
1. José Porfírio de Campos Rebelo, 2.º Barão, 1.º Visconde e 1.º Conde de Prime.